# Isaac Jacob Schoenberg
Pour les articles homonymes, voir Schoenberg.
Isaac Jacob Schoenberg (né le 21 avril 1903 à Galați – mort le 21 février 1990 à Madison) est un mathématicien roumain réputé pour ses travaux sur les splines.
En 1930, il eut la possibilité, grâce à la Fondation Rockefeller, d’étudier aux États-Unis.

## Biographie
Isaac Jacob Schoenberg est né le 21 avril 1903 à Galant en Roumanie. Ses parents sont des juifs sionistes.

## Source
- (en) Cet article est partiellement ou en totalité issu de l’article de Wikipédia en anglais intitulé « Isaac Jacob Schoenberg » (voir la liste des auteurs).

1. ↑  « https://www.maa.org/archives-of-american-mathematics-spotlight-the-isaac-jacob-schoenberg-papers »
2. ↑  (en) « Biographie d'Issac Jacob Schoenberg », sur MacTutor History of Mathematics archive, School of Mathematics and Statistics University of St Andrews, Scotland, avril 2016 (consulté le 27 avril 2019).